# Slaget om Hürtgenskogen
Slaget om Hürtgenskogen (tyska: Schlacht im Hürtgenwald) är ett samlingsnamn för en serie hårda slag mellan amerikanska och tyska styrkor i Hürtgenskogen under andra världskriget. Slaget är det längsta som utkämpades på tysk mark under kriget och det är också det längsta enskilda slag som den amerikanska armén någonsin utkämpat. Slaget ägde rum mellan den 19 september 1944 och den 10 februari 1945. Slaget utkämpades på en relativt liten yta (129 km²) öster om den belgiska gränsen till Tyskland.

## Bakgrund
I mitten av september 1944 började de allierades framryckning mot Tyskland att avstanna på grund av långa försörjningskedjor. Detta gav tyskarna möjlighet att återuppbygga sina styrkor. Nästa strategiska manöver för de allierade var att framrycka och besätta hela flodkanten av floden Rhen samt förbereda sig för att ta sig över floden. Den amerikanska 1:a armén under ledning av Courtney Hodges möttes av hårt motstånd när den närmade sig Aachen och en hotbild från styrkor baserade i Hürtgenskogen uppstod.
Tidigt i oktober anlände 1:a Infanteridivisionen och mötte upp med delar av 19:e kåren och 7:e kåren, vilka hade omringat Aachen. Trots att amerikanarna krävde att den tyska garnisonen i staden skulle kapitulera vägrade den tyske befälhavaren, Oberst Gerhard Wilck och det dröjde ända till 21 oktober innan staden kapitulerade. 
Det var också nödvändigt att undanröja hotet som kom från Ruhrdammen. I tyska händer kunde vattnet användas för att översvämma hotande styrkor nedströms. De amerikanska befälhavarna Bradley, Hodges och Collins gjorde bedömningen att den närmsta vägen till dammen var genom Hürtgenskogen. I efterhand har militärhistoriker tvivlat om denna bedömning var korrekt. Den amerikanske historikern Charles B. MacDonald som tjänstgjorde under slaget har beskrivit händelserna som en missbedömning och ett fruktlöst slag som kunde ha undvikits.

### Geografin
Hürtgenskogen är belägen i en ojämn terräng mellan Aachen och floden Rur. Den täta skogen har ett par genomgående vägar och leder samt brandgator; fordonstrafiken är begränsad. På hösten och tidig vinter 1944 var vädret kyligt och blött, vilket ofta hindrade flygunderstöd. Markförhållandena varierade mellan blött och snötäckt. 
De tyska försvarsstyrkorna hade förberett området med bunkrar, minfält, taggtråd och försåtsmineringar gömda under snön. Det fanns också ett antal större bunkrar tillhörande försvarsverket Siegfriedlinjen, vilket var knutpunkten för motståndet. Den täta skogen tillät infiltration och flankeringar och det var många gånger svårt att etablera en frontlinje eller att säkra områden från fientliga styrkor. Det ringa antalet stigar och gläntor tillät de tyska försvararna att förinställa kulsprutor, granatkastare och artilleripjäser för att maximera deras effekt. Frånsett det dåliga vädret bidrog den svåra terrängen till att hindra allierat flygunderstöd. Det var helt enkelt mycket svårt att upptäcka trupper på marken. 
Det numerära amerikanska övertaget 5:1 räknat i pansar, fordon och flygunderstöd blev starkt reducerat av vädret och terrängen. I skogen kunde relativt små och välförberedda styrkor tillfoga mycket stora skador. När de amerikanska divisionerna led förluster ersattes frontsoldaterna av oerfarna trupper vilket gav tyskarna ännu en fördel. 
Den ogenomträngliga skogen begränsade också användningen av stridsvagnar och kamouflerade pansarvärnstrupper utrustade med pansarskott (Panzerfaust). Senare under slaget visade det sig att man var tvungen att spränga stridsvagnsstråk genom skogen. Transporter överlag var svåra på grund av det begränsade antalet vägar. Det var svårt att få fram förnödenheter och förstärkningar till stridande förband och evakuera skadade. Tyskarna erfor liknande svårigheter eftersom deras trupper lidit stora förluster på återtåget genom Frankrike och vissa förband bestod av otränade pojkar och äldre män. De hade också brist på bränsle och andra förnödenheter. Tyskarnas fördel var att de befunnit sig i krig en längre tid och hade många erfarna befäl som behärskade taktiken att effektivt strida i skogen vintertid, medan amerikanerna ofta var vältränade men oerfarna.  
De höga trädkronorna var även de till försvararnas fördel. Artillerield inställd så att den briserar i trädtopparna gav mycket splitter. Medan försvararna är skyddade mot såväl granatsplitter som splitter från träd i sina värn måste anfallarna avancera och exponera sig för artilleribeskjutning. Att ställa in granater så att de briserar i trädtopparna var mycket effektivt genom att det får granat- och trädsplitter att regna mot marken. Detta var synnerligen effektivt mot amerikanerna som i sin träning lärt sig att slänga sig på marken för att undvika splitter. Efter hand lärde sig de amerikanska soldaterna att istället "krama träd" för att undvika skador. De amerikanska artilleristerna erfor också att de få gläntor som de behövde som pjäsplatser ofta på olika sätt var försåtsminerade eller dyl. Detta gjorde att det amerikanska infanteriet i stort sett saknade artilleriunderstöd.

### Deltagande styrkor
Hürtgenskogen låg inom den amerikanska 1:a arméns område och ansvaret växlade mellan V Corps och VII Corps.
Till en början försvarades skogen av de tyska 275:e och 353:e Infanteridivisionerna. De var inte fullbemannade men väl förberedda. Tyskarna hade 5 000 man med 1 000 i reserv under ledning av general Hans Schmidt. Tyskarna saknade dock till stor del pansar och artilleri. Allt eftersom slaget pågick förstärktes de tyska trupperna och de initiala förväntningarna amerikanernas hade om att de tyska trupperna skulle vara svaga och redo att ge upp visade sig vara helt felaktiga.

#### Amerikanska styrkor
- 1st Infantry Division
- 4th Infantry Division
- 8th Infantry Division
- 9th Infantry Division
- 17th Airborne Division
- 28th Infantry Division
- 78th Infantry Division
- 82nd Airborne Division
- 83rd Infantry Division
- 104th Infantry Division
- 3rd Armored Division
- 5th Armored Division
- 7th Armored Division
- 366:e Flyggruppen
- 2:a Jägarbataljonen (Ranger)

#### Tyska styrkor
- 85. Infanterie-Division
- 89. Infanterie-Division
- 275. Infanterie-Division
- 344. Infanterie-Division
- 347. Infanterie-Division
- 353. Infanterie-Division
- 3. Fallschirmjäger-Division
- 3. Panzergrenadier-Division
- 116. Panzer-Division
- 47. Volksgrenadier-Division
- 246. Volksgrenadier-Division
- 272. Volksgrenadier-Division
- 326. Volksgrenadier-Division

## Slaget

### Fas ett
Fas ett inriktade sig på staden Schmidt, längs en viktig tysk försörjningslinje, i södra delen av skogen. 
Striderna inleddes 19 september 1944 genom att det amerikanska 60:e Infanteriregementet gick in i Hürtgenskogen. De blev dock slagna av både terrängen och motståndet. 
Den 5 oktober attackerade amerikanska styrkor ur 9:e Infanteridivisionen (60:e och 39:e Infanteriregementena) staden Schmidt. Vägen mellan Monschau och Düren spärrades snabbt men framryckningen saktades ned av hårt motstånd och svåra förluster. 60:e Infanteriregementet decimerades med två tredjedelar under första dagens strider. 39:e infanteriregementet stoppades vid Weisser Wehe-floden på grund av smala stigar, zonbrisader från artilleriet vilka gav mycket trädsplitter, och bränder som blockerade vägen. Evakuering och materialtransporter gjordes mycket svåra eller helt omöjliga. 
Den hårda kampen fortsatte. Den 16 oktober hade cirka 3 km vunnits till en kostnad av 4 500 man. Samma dag avlöste den 28:e Infanteridivisionen den illa åtgångna 9:e.  
Den 28:e infanteridivisionen var förstärkt med pansar och banddrivna transportfordon M29 och flygunderstöd. Dess tre regementen hade till uppgift att skydda den norra flanken, anfalla staden Germeter och till sist huvudmålet att inta Schmidt. Områdets eländiga terräng, raviner ner mot floden Kall, gjorde det svårt för stridsvagnar att ta sig fram. 
28:e divisionen inledde attacken den 2 november och för tyskarna var den väntad. Det 109:e infanteriregementet hann 300 meter innan de hamnade mitt i ett minfält, där de hölls ned med granatkastare och artilleri. Efter två dagars strider hade cirka 1,5 km vunnits efter svåra amerikanska förluster. Det 112:e infanteriregementet anföll Vossenack och en närliggande höjd, som intogs den 12 november sedan hindrades även de av svårt motstånd och svår terräng. 110:e infanteriregementet var tvungna att rensa skogen intill Kall och inta byn Simonskall för att kunna avancera mot Schmidt. Återigen var det problem med väder, förberett motstånd, fanatiska försvarare och terräng. Vädret hindrade flygunderstöd ända till 5 november. 
112:e infanteriregementet intog Schmidt den 3 november och skar därmed av det tyska underhållet till Monschau, men samtidigt hade inte heller amerikanerna möjlighet till något underhåll, förstärkning eller evakuering av skadade eftersom tyskarna i sin tur skurit av deras underhållsväg. Ett starkt tyskt motanfall med stridsvagnar (116. Panzer-Division) och infanteri (89. Infanterie-Division) kastade snabbt ut amerikanerna från Schmidt och på grund av underhållsbristen kunde de inte svara på anfallet. I två dagar pressades det 112:e infanteriregementet hårt av tyskarna för att hålla positionen utanför Schmidt. 
Den 6 november förstärktes den 28:e divisionen med 12:e infanteriregementet som tidigare tillhört den 4:e infanteridivisionen. 
I början av november pressade 28:e divisionen framåt för att inta Schmidt men efter några dagars hårda strider som kallades  "Allerseelenschlacht" (Alla själars krig) slutade försöket i en katastrof ur amerikanskt perspektiv. När amerikanska trupper försökte retirera över Kallbron till Vossenack hade tyskarna redan skurit av större delen av dalen. En tysk regementsläkare Kapten Günter Stuettgen lyckades då att förhandla fram en inofficiell vapenvila mellan den 7 och 12 november för att ta hand om skadade från båda sidor. Detta innebar att många amerikaner kom att räddas till livet av tyska läkare. 
I Vossenack upplöstes den 2:a bataljonen av det 112:e infanteriregementet efter konstant artilleribeskjutning och flydde en tysk attack. Ett lyckosamt anländande av två pansarplutoner med stridsvagnar och M10 Wolverine pansarvärnsvagnar gjorde att amerikanerna med understöd av det som fanns kvar av den 2:a bataljonen och två kompanier av det 146:e ingenjörstrupperna kunde hålla stånd. Kampen om Schmidt pågick till den 10 november

### Fas två
Andra fasen i slaget var att 4:e divisionen skulle rensa den norra halvan av skogen mellan Schevenhütte och Hürtgen, inta Hürtgen och avancera mot floden Rur söder om Düren. Från den 10 november var detta 7:e kårens uppgift och det var också deras uppgift att nå Rur. Den 4:e divisionen var nu fullt engagerad i Hürtgen men 12:e infanteriregementet var försatt ur funktion sedan slaget om Schmidt så det var upp till de två återstående regementena att uppnå divisionens mål. 7:e kårens motstånd var tyska styrkor från den 81:a kåren, bestående av tre underbemannade divisioner. I Hürtgen fanns den 275:e divisionen med 6 500 man och 150 artilleripjäser. De var väl förskansade och väl förberedda. Anfallet inleddes den 16 november. Två infanteriregementen anföll parallellt med varann. Det 8:e längs den norra delen på skogen mot Düren och 22:a längre söderut. Detta öppnade flankerna och inbjöd till infiltration. Liknande taktik någon annanstans i Hürtgen hade troligen slutat i katastrof. 
Anfallen av 8:e infanteriregementet mot floden Roter Wehe mötte kraftigt motstånd och led stora förluster. 22:a misslyckades med att inta Rabenheck och slogs tillbaka av tung kulsprute- och artillerield. Efter tre dagar hade de förlorat över 300 man, inklusive officerare. Den 18 november bedömde man att stridsvagnar var nödvändiga och ingenjörstrupper började spränga stridsvagnsstråk genom skogen. Kommunikation och underhåll fortsatte vara ett problem så den 19 november stannade anfallet av för underhåll och evakuering av skadade. Tyska förstärkningar anlände från de 344:e & 353:e divisionerna och motståndet hårdnade ytterligare. Ansvaret återfördes till 5:e kåren och den 21 november anföll 8:e divisionen Wieser Wehe-dalen och fortsatte mot Hürtgen. Det 121:a infanteriregementet stötte omedelbart på hårt motstånd. Trots pansarunderstöd från 10:e stridsvagnsbataljonen så var det dagliga avancemanget under 600 meter. Hürtgen intogs den 29 november och striderna fortsatte norrut mot Kleinhau.
Den sista striden i Hürtgenskogen var i byn Merode i nordöstra kanten av skogen. Ruinerna av Schwarzenbroich-klostret förstördes ytterligare i striderna kring Merode. Två amerikanska kompanier intog byn men tillintetgjordes senare av ett tyskt motangrepp. Delar av den 8:e och 28:e infanteridivisionerna avancerade då mot Brandernberg. Den 28:e divisionen led precis som den 9:e gjort före dem stora förluster under sin tid i Hürtgenskogen. Den 14 november anlände den 2:a Jägarbataljonen (Ranger) för att avlösa 112:e infanteriregementet. Den 6 december avancerade jägarna mot Bergstein och intog en strategiskt belägna kulle 400 (eng: Hill 400) från 980:e grenadjärregementet och de 272:a Volksgrenadjärerna. Kort därefter intogs städerna Gey och Strass av amerikanska styrkor. Militära operationer vid Siegfriedlinjen/Westwall fram till 15 december 1944 innebar död, skada eller fångenskap för över en kvarts miljon soldater från båda sidor. Den 1:a och 9:e amerikanska armén hade tillsammans 54 039 förluster (döda, skadade och saknade); 71 654 förluster i icke stridande trupp till följd av lunginflammationer, köldskador, olyckor och traumatisering. De tyska styrkorna hade uppskattningsvis 12 000 döda och dokumenterat 95 000 tillfångatagna och ett okänt antal skadade.

## Efterspel

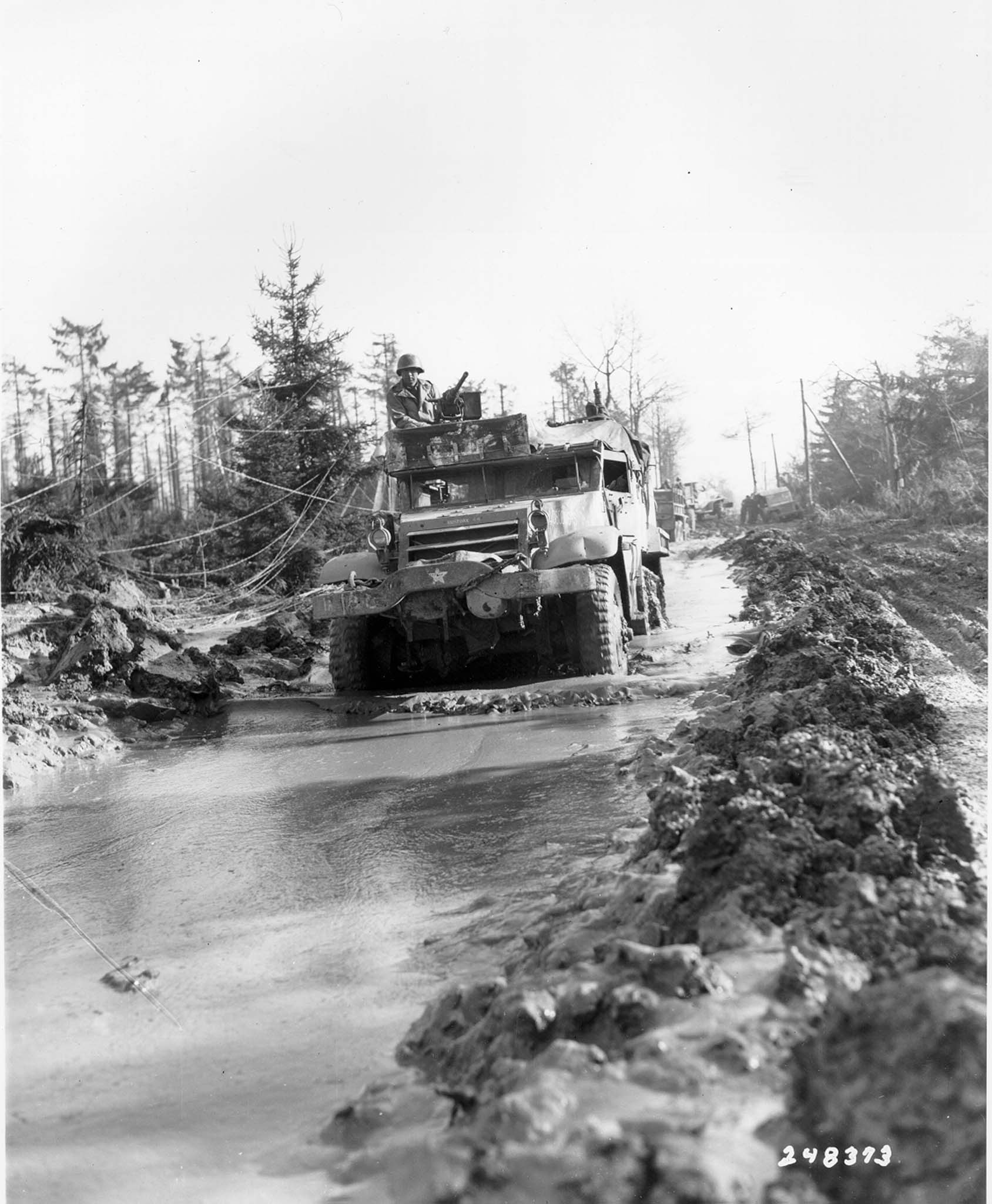
En amerikansk halvbandvagn i Hürtgenskogen, 15 februari 1945.

Den 16 december 1944 påbörjade de tyska styrkorna Ardenneroffensiven. Den överraskande tyska framryckningen slog en stor inbuktning i de allierade linjerna. Ett antal amerikanska styrkor inkl. 8:e divisionen, 104:e och 82:a Fallskärmsdivisionen och den 101:a Fallskärmsdivisionen fångades i området och satte upp motstånd i Bastogne, i vad som har blivit ett av de viktigaste slagen i kriget och i amerikansk historia. Ardenneroffensiven avstannade helt i mitten av januari 1945 och tidigt i februari kunde amerikanska styrkor anfalla genom Hürtgenskogen en sista gång. Den 10 februari togs Schwammenaueldammen av amerikanska styrkor men tyskarna hade dagen innan lämnat dammluckorna öppna så att Rurdalen översvämmades. Detta försenade amerikanarna att korsa Rhen med två veckor. Den 23 februari hade vattnet sjunkit undan såpass att amerikanska styrkor kunde korsa Rhen.
Två soldater i amerikanska 4:e infanteridivisionen tilldelades den högsta amerikanska utmärkelsen, Medal of Honor för sina insatser i slaget. En var överstelöjtnant George Mabry som blev den näst mest dekorerade amerikanske soldaten i Andra världskriget. Den andre var menige Francis X McGraw vars medalj delades ut postumt. Menige Edward Donald Slovik, 28:e infanteridivisionen valde krigsrätt hellre än att strida i Hürtgenskogen. Den 31 januari 1945 blev han den förste amerikanske soldat att avrättas för desertering sedan det amerikanska inbördeskriget.

## Övrigt
Ernest Hemingway blev genom sin tjänst som krigskorrespondent ögonvittne till slaget om Hürtgenskogen. I hans bok Över floden in bland träden skildrar han sina upplevelser från Hürtgen. Ur boken: "I Hürtgen frös de döda och det var så kallt att de frös med röda ansikten". Amerikanerna gav snabbt Hürtgenskogen öknamnet Hurt-genwalt vilket fritt översatt kan uttryckas "skadeskogen". Skogen förvandlades genom försåtsminering och beskjutning till ett slags mardrömslikt ödelandskap. Fortfarande idag syns spår av slaget till exempel finns vissa bunkrar och pansarhinder finns kvar sedan slaget. Varje år hittas också kvarlevor efter i medeltal sju soldater. 
2007 släppte filmaren Achim Konejung en dokumentärfilm om slaget om Hürtgenskogen, baserad på amerikanskt journalfilmsmaterial. Det finns också ett antal fiktiva skildringar av slaget till exempel When trumpets fade (1998).